# Кундустугский сумон
Кундустугский сумон — административно-территориальная единица (сумон) и муниципальное образование со статусом сельского поселения в Каа-Хемском кожууне Тывы Российской Федерации.
Административный центр — село Кундус-Туг.

## Население
| 2017 | 2018 |
| ---- | ---- |
| 609  | ↗628 |

## Состав сумона
| № | Населённый пункт | Тип населённого пункта       | Население |
| - | ---------------- | ---------------------------- | --------- |
| 1 | Бай-Соот         | арбан                        |           |
| 2 | Кундус-Туг       | село, административный центр |           |